# 圣马梅 (上加龙省)
圣马梅（法語：Saint-Mamet，法語發音：[sɛ̃ mamɛ]）是法国上加龙省的一个市镇，属于圣戈当区。

## 地理
圣马梅（42°46'53"N, 0°36'11"E）面积11.16 平方千米，位于法国奧克西塔尼大區上加龙省，该省份为法国西南部内陆省份，西南端与西班牙接壤，自此顺时针与上比利牛斯省、热尔省、塔恩-加龙省、塔恩省、奥德省和阿列日省接壤。
与圣马梅接壤的市镇（或旧市镇、城区）包括：博索斯特、蒙托邦德吕雄、巴涅尔德吕雄。
圣马梅的时区为UTC+01:00、UTC+02:00（夏令时）。

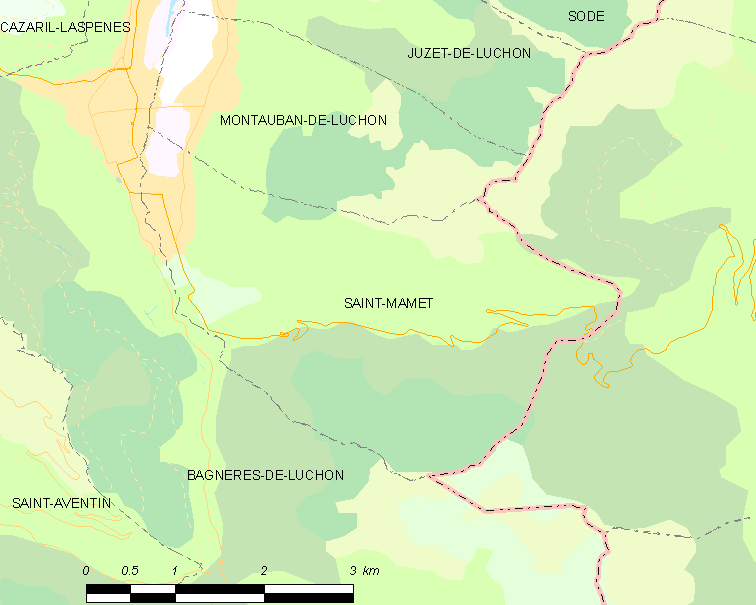
圣马梅的OSM定位图

## 行政
圣马梅的邮政编码为31110，INSEE市镇编码为31500。

## 政治
圣马梅所属的省级选区为巴涅尔德吕雄县。

## 人口

1962-2008年间圣马梅人口变化图示

圣马梅于2022年1月1日时的人口数量为552人。